# Mordella plagiata
Mordella plagiata là một loài bọ cánh cứng trong họ Mordellidae. Loài này được Mannerheim miêu tả khoa học năm 1849.